# Bacteriocina
Las  bacteriocinas son proteínas o toxinas peptídicas sintetizadas por bacterias que inhiben el crecimiento de bacterias similares o de cepas cercanas a las que las producen. Aunque existe controversia al respecto, muchas veces son consideradas como antibióticos de espectro reducido. Son muy diversas estructural, fisiológica y ecológicamente.
Las bacteriocinas fueron descubiertas por André Gratia en 1925, durante su investigación para encontrar formas de matar bacterias y que culminó con el desarrollo de ciertos antibióticos y el descubrimiento de los bacteriófagos. Gratia llamó a su primer descubrimiento colicina porque actuaba frente a E.coli.
Las bacteriocinas son muy importantes en medicina, ya que suelen ser producidas por especies no patógenas que colonizan el cuerpo humano. 